# Federazione Sammarinese Motociclistica
Die Federazione Sammarinese Motociclistica (kurz FSM)  ist der Dachverband des Motorradsports in der Republik San Marino. Der Hauptsitz befindet sich in Borgo Maggiore.

## Geschichte
Die Ursprünge des Motorsports in San Marino reichen zurück bis zu Beginn der 1930er-Jahre. Der erste professionelle san-marinesische Fahrer war Marino Bombini, der 1938 beim renommierten 24-Stunden-Motorradrennen um die Bol d’Or fuhr. Neun Jahre später, in unmittelbarer  Nachkriegszeit, wurde das erste Motorrad-Bergrennen Giro dei Castelli in San Marino ausgetragen. Im Jahr 1961 wurde der erste Motorsportverband gegründet, der für Automobile und Motorräder zuständig war. 1965 wurde die Vierradabteilung Federazione Auto Motoristica Sammarinese ausgegliedert und der offizielle Verband für Zweirad-Motorsport FSM gegründet. FSM ist Mitglied im Nationalen Olympischen Komitee von San Marino.
1968 errichtete die FSM das Crossodromo Pine Serra mit der einzigen offiziellen von der FIM zugelassenen Motorsport-Rennstrecke in der Republik San Marino.
Die Federazione Sammarinese Motociclistica vertritt die nationalen Interessen als Mitglied des Weltverbandes Fédération Internationale de Motocyclisme (FIM) und hat dort den Status eines ASN (französisch Autorité Sportive Nationale, Träger der nationalen Sporthoheit). Entsprechend ist die FSM für die Umsetzung und Überwachung der internationalen Vorschriften und die Vergabe von Lizenzen zuständig und ist auch berechtigt, internationale Fahrerlizenzen für ihre nationalen Lizenznehmer auszustellen. Der derzeitige Präsident ist Amedeo Michelotti.

## Aufgaben
- Ausstellen von Lizenzen
- Veranstaltungskalender
- Ausstellen von Veranstaltungsgenehmigungen
- Veranstaltungsüberwachung
- Organisation von Meisterschaften
- Mitgliedschaft in nationalen oder internationalen Organisationen
- Ausbildung und Fortbildung der Sportkommissare
- Umsetzung und Überwachung der Sporthoheit nach den FIM-Regeln

Bekannte internationale Rennfahrer, die mit einer Fahrerlizenz der FSM an Rennen teilnehmen, sind zum Beispiel Alex De Angelis und Manuel Poggiali. Weitere nationale Rennfahrer des Verbandes sind oder waren der Bruder von Alex De Angelis, William De Angelis und Claudio Tonnini, der 1993 beim Gran Premio di San Marino in Mugello in der 250-cm³-Klasse als Wildcard-Fahrer fuhr.
Im Jahr 2010 nahm Alex Zanotti an der Rallye Dakar teil; er ist der erste san-marinesische Pilot, der die FSM bei dieser renommierten Rallye vertrat und das Ziel erreichte.